# Linia kolejowa Żeleznodorożnyj – Węgorzewo
Linia kolejowa Żeleznodorożnyj – Węgorzewo – zlikwidowana normalnotorowa linia kolejowa łącząca stację Żeleznodorożnyj ze stacją Węgorzewo.

## Historia
Linia została otwarta 1 września 1898 roku. Rozstaw szyn wynosił 1435 mm, a jej długość 36,8 kilometra. Obecnie linia nie istnieje.